# Galeodes macmahoni
Galeodes macmahoni es una especie de arácnido  del orden Solifugae de la familia Galeodidae.

## Distribución geográfica
Se encuentra en Irán, Afganistán y Pakistán.